# 中日金星蕨
中日金星蕨（学名：Parathelypteris nipponica）为金星蕨科金星蕨属下的一个种。

## 扩展阅读
維基物種上的相關：中日金星蕨